# Oudere Huis Brunswijk
Het Oudere Huis Brunswijk (Duits: Altes Haus Braunschweig) was een linie van de Duitse Welfen-dynastie die van de vroege 13e tot de 15e eeuw over de vorstendommen Göttingen en Grubenhagen en het Hertogdom Brunswijk-Lüneburg. De linie bestond van 1235 tot 1370 toen alle zonen van Magnus II hertogen werden van het Middelste Huis Brunswijk. Alle vorsten voerden de titel hertog van Brunswijk en Lüneburg, ongeacht de gebieden waar ze daadwerkelijk over heersten.